# Crisis in Six Scenes
Crisis in Six Scenes ist eine US-amerikanische Miniserie, die von Woody Allen geschrieben wurde und seit dem 30. September 2016 auf Amazon Video ausgestrahlt wird. Allen ist zudem als Regisseur und Schauspieler tätig. Die Serie ist seit dem 24. März 2017 auch in der deutschen Synchronfassung über Amazon Video abrufbar.

## Handlung
Die Serie spielt in den 1960er Jahren in den Vereinigten Staaten. Eine Familie aus dem bürgerlichen Mittelstand erhält Besuch von einem Gast, der in der Familie alles auf den Kopf stellt.

## Besetzung und Synchronisation
Die deutsche Synchronisation erfolgte durch die Interopa Film. Die Dialogbücher schrieb Alexander Löwe, während Axel Malzacher die Dialogregie führte.
| Rolle               | Schauspieler     | Auftritte (Folge) | Synchronsprecher          |
| ------------------- | ---------------- | ----------------- | ------------------------- |
| Sidney J. Munsinger | Woody Allen      | 1–6               | Freimut Götsch            |
| Lennie Dale         | Miley Cyrus      | 1–6               | Anne Helm                 |
| Kay Munsinger       | Elaine May       | 1–6               | Evelyn Gressmann          |
| Ellie               | Rachel Brosnahan | 1, 4–6            | Tanya Kahana              |
| Alan Brockman       | John Magaro      | 1, 3–6            | Constantin von Jascheroff |
| Ann                 | Joy Behar        | 1, 4, 6           | Marianne Groß             |
| Lee                 | Becky Ann Baker  | 1, 6              | Katarina Tomaschewsky     |
| Gail                | Margaret Ladd    | 1, 4, 6           | Uschi Wolff               |
| Rose                | Rebecca Schull   | 1, 4, 6           | Hannelore Minkus          |
| Moe                 | Gad Elmaleh      | 5–6               | Matthias Deutelmoser      |
| Al                  | Lewis Black      | 1, 6              | Roland Hemmo              |

## Produktion
Im Mai 2016 kündigte Allen an, dass die Postproduktion beendet sei und dass es keine weitere Staffel der Serie geben wird. Als Datum der Erstausstrahlung wurde der 30. September 2016 angekündigt.

### Entwicklung
Im Mai 2015 beschrieb Allen den Prozess der Produktion der Serie als „sehr, sehr schwer“ und erklärte, dass er jede Sekunde nach seiner Einwilligung zu Crisis in Six Scenes bereue. Er habe keine Ideen und sei sich nicht sicher, wie er anfangen solle, da die Serie seine erste TV-Produktion ist.

### Casting
Im Januar 2016 wurde angekündigt, dass Woody Allen, Elaine May und Miley Cyrus die Hauptdarsteller der Serie sind und die Dreharbeiten im März beginnen würden. Im Februar 2016 wurden John Magaro und Rachel Brosnahan als weitere Darsteller bestätigt. Anschließend wurden im März 2016 Michael Rapaport, Becky Ann Baker, Margaret Ladd, Joy Behar, Rebecca Schull, David Harbour and Christine Ebersole Teil der Besetzung.